# Thyene orientalis
Thyene orientalis es una especie de araña saltarina del género Thyene, familia Salticidae. Fue descrita científicamente por Żabka en 1985.
Habita en Japón, China y Vietnam.